# Bundestagswahlkreis Calw
Der Wahlkreis Calw (2005: Wahlkreis 281, seit 2009: Wahlkreis 280) ist seit 1949 ein Bundestagswahlkreis in Baden-Württemberg.

## Wahlkreis
Der Wahlkreis umfasst die beiden Landkreise Calw und Freudenstadt. Seit 1949 wurde der Wahlkreis stets von den Direktkandidaten der CDU gewonnen.
Bei der letzten Bundestagswahl (2021) waren 199.092 Einwohner berechtigt gegenüber 198.021 Einwohnern bei der Wahl 2017. Bei der Bundestagswahl 2013 waren es 197.679 Wahlberechtigte.

## Wahlkreisgeschichte
| Wahl      | Wahlkreisname | Gebiet                                                 |
| --------- | ------------- | ------------------------------------------------------ |
| 1949      | 2 Calw        | Landkreis Calw, Landkreis Freudenstadt, Landkreis Horb |
| 1953–1961 | 191 Calw      | Landkreis Calw, Landkreis Freudenstadt, Landkreis Horb |
| 1965–1976 | 195 Calw      | Landkreis Calw, Landkreis Freudenstadt, Landkreis Horb |
| 1980–1998 | 184 Calw      | Landkreis Calw, Landkreis Freudenstadt                 |
| 2002–2005 | 281 Calw      | Landkreis Calw, Landkreis Freudenstadt                 |
| seit 2009 | 280 Calw      | Landkreis Calw, Landkreis Freudenstadt                 |

## Wahlkreisabgeordnete
| Wahl | Abgeordneter | Abgeordneter         | Partei | Stimmen in % |
| ---- | ------------ | -------------------- | ------ | ------------ |
| 1949 |              | Fritz Schuler        | CDU    |              |
| 1953 |              | Fritz Schuler        | CDU    |              |
| 1957 |              | Arved Deringer       | CDU    |              |
| 1961 |              | Arved Deringer       | CDU    |              |
| 1965 |              | Helmut Prassler      | CDU    |              |
| 1969 |              | Helmut Prassler      | CDU    |              |
| 1972 |              | Helmut Prassler      | CDU    |              |
| 1976 |              | Haimo George         | CDU    |              |
| 1980 |              | Haimo George         | CDU    |              |
| 1983 |              | Haimo George         | CDU    |              |
| 1987 |              | Hans-Joachim Fuchtel | CDU    |              |
| 1990 |              | Hans-Joachim Fuchtel | CDU    |              |
| 1994 |              | Hans-Joachim Fuchtel | CDU    |              |
| 1998 |              | Hans-Joachim Fuchtel | CDU    |              |
| 2002 |              | Hans-Joachim Fuchtel | CDU    |              |
| 2005 |              | Hans-Joachim Fuchtel | CDU    |              |
| 2009 | 46,3         | Hans-Joachim Fuchtel | CDU    |              |
| 2013 | 58,5         | Hans-Joachim Fuchtel | CDU    |              |
| 2017 | 43,3         | Hans-Joachim Fuchtel | CDU    |              |
| 2021 |              | Klaus Mack           | CDU    | 33,8         |
| 2025 | 39,0         | Klaus Mack           | CDU    |              |

## Wahlergebnisse

### Bundestagswahl 2025
| Kandidaten                                            | Kandidaten              | Parteien/Listen     | Erststimmen | Erststimmen | Zweitstimmen | Zweitstimmen |
| Kandidaten                                            | Kandidaten              | Parteien/Listen     | Stimmen     | %           | Stimmen      | %            |
| ----------------------------------------------------- | ----------------------- | ------------------- | ----------- | ----------- | ------------ | ------------ |
|                                                       | Klaus Mackgewählt im WK | CDU                 | 63.396      | 39,0        | 55.072       | 33,8         |
|                                                       | Saskia Esken            | SPD                 | 20.936      | 12,9        | 19.865       | 12,2         |
|                                                       | Thuy Nga Trinh          | GRÜNE               | 13.187      | 8,1         | 14.354       | 8,8          |
|                                                       | Jan Felix Stöffler      | FDP                 | 6.842       | 4,2         | 9.667        | 5,9          |
|                                                       | Raimond Lamparter       | AfD                 | 39.321      | 24,2        | 41.608       | 25,6         |
|                                                       | Thomas Hanser           | LINKE               | 6.312       | 3,9         | 7.650        | 4,7          |
|                                                       | –                       | dieBasis            | –           | –           | 536          | 0,3          |
|                                                       | Martin Handel           | FREIE WÄHLER        | 5.818       | 3,6         | 2.671        | 1,6          |
|                                                       | Dirk Witzelmaier        | Tierschutzpartei    | 2.426       | 1,5         | 1.520        | 0,9          |
|                                                       | –                       | Die PARTEI          | –           | –           | 505          | 0,3          |
|                                                       | Yannic Walheim          | Volt                | 1.523       | 0,9         | 898          | 0,6          |
|                                                       | –                       | ÖDP                 | –           | –           | 322          | 0,2          |
|                                                       | Johannes Markus Bender  | Bündnis C           | 2.021       | 1,2         | 1.325        | 0,8          |
|                                                       | –                       | MLPD                | –           | –           | 28           | 0,0          |
|                                                       | Frank Stefan Negwer     | BÜNDNIS DEUTSCHLAND | 264         | 0,2         | 6.523        | 4,0          |
|                                                       | –                       | BSW                 | –           | –           | 6.523        | 4,0          |
| Gesamt                                                | Gesamt                  | Gesamt              | 162.401     | 100         | 162.808      | 100          |
|                                                       |                         |                     |             |             |              |              |
| Ungültige Stimmen                                     | Ungültige Stimmen       | Ungültige Stimmen   | 1.275       | 0,8         | 868          | 0,5          |
| Wähler                                                | Wähler                  | Wähler              | 163.676     | 82,9        | 163.676      | 82,9         |
| Wahlberechtigte                                       | Wahlberechtigte         | Wahlberechtigte     | 197.556     |             | 197.556      |              |
|                                                       |                         |                     |             |             |              |              |
| Quellen: Die Bundeswahlleiterin, Kandidaten – Stimmen |                         |                     |             |             |              |              |

### Bundestagswahl 2021
Zur Bundestagswahl 2021 kandidierten die folgenden Direktkandidaten und diesen Ergebnissen:
| Kandidaten                                             | Kandidaten              | Parteien/Listen      | Erststimmen | Erststimmen | Zweitstimmen | Zweitstimmen |
| Kandidaten                                             | Kandidaten              | Parteien/Listen      | Stimmen     | %           | Stimmen      | %            |
| ------------------------------------------------------ | ----------------------- | -------------------- | ----------- | ----------- | ------------ | ------------ |
|                                                        | Klaus Mackgewählt im WK | CDU                  | 51.208      | 33,8        | 42.841       | 28,3         |
|                                                        | Saskia Esken            | SPD                  | 26.111      | 17,2        | 28.571       | 18,8         |
|                                                        | Sara Haug               | GRÜNE                | 17.712      | 11,7        | 17.301       | 11,4         |
|                                                        | Michael König           | FDP                  | 22.685      | 15,0        | 26.770       | 17,7         |
|                                                        | Marcus Lotzin           | AfD                  | 18.668      | 12,3        | 19.473       | 12,8         |
|                                                        | Thomas Hanser           | DIE LINKE            | 2.998       | 2,0         | 3.656        | 2,4          |
|                                                        | Dirk Witzelmaier        | Tierschutzpartei     | 2.749       | 1,8         | 2.232        | 1,5          |
|                                                        | Yvonne Denise Vogler    | Die PARTEI           | 1.526       | 1,0         | 1.155        | 0,8          |
|                                                        | Markus Mast             | FREIE WÄHLER         | 4.202       | 2,8         | 3.076        | 2,0          |
|                                                        | -                       | PIRATEN              | –           | –           | 477          | 0,3          |
|                                                        | -                       | ÖDP                  | –           | –           | 451          | 0,3          |
|                                                        | -                       | NPD                  | –           | –           | 197          | 0,1          |
|                                                        | -                       | DiB                  | –           | –           | 109          | 0,1          |
|                                                        | -                       | MLPD                 | –           | –           | 29           | 0,0          |
|                                                        | -                       | DKP                  | –           | –           | 28           | 0,0          |
|                                                        | Egon Volker Nagel       | dieBasis             | 3.083       | 2,0         | 2.992        | 2,0          |
|                                                        | -                       | Bündnis C            | –           | –           | 795          | 0,5          |
|                                                        | -                       | BÜRGERBEWEGUNG       | –           | –           | 202          | 0,1          |
|                                                        | -                       | BÜNDNIS21            | –           | –           | 48           | 0,0          |
|                                                        | Frank Stefan Negwer     | LKR                  | 180         | 0,1         | 98           | 0,1          |
|                                                        | -                       | Die Humanisten       | –           | –           | 116          | 0,1          |
|                                                        | -                       | Gesundheitsforschung | –           | –           | 189          | 0,1          |
|                                                        | -                       | Team Todenhöfer      | –           | –           | 529          | 0,3          |
|                                                        | -                       | Volt                 | –           | –           | 253          | 0,2          |
|                                                        | Tina Nicole Frey        | KlimalisteBW         | 391         | 0,3         | –            | –            |
| Gesamt                                                 | Gesamt                  | Gesamt               | 151.513     | 100         | 151.588      | 100          |
|                                                        |                         |                      |             |             |              |              |
| Ungültige Stimmen                                      | Ungültige Stimmen       | Ungültige Stimmen    | 1.350       | 0,9         | 1.275        | 0,8          |
| Wähler                                                 | Wähler                  | Wähler               | 152.863     | 76,8        | 152.863      | 76,8         |
| Wahlberechtigte                                        | Wahlberechtigte         | Wahlberechtigte      | 199.092     |             | 199.092      |              |
|                                                        |                         |                      |             |             |              |              |
| Quellen: Die Bundeswahlleiterin, Kandidaten – Ergebnis |                         |                      |             |             |              |              |

Neben dem direkt gewählten Klaus Mack (CDU) konnte ebenso Saskia Esken (SPD) über ihre Landesliste in den deutschen Bundestag einziehen. Für Klaus Mack ist dies die erste Legislaturperiode im Bundestag.

### Bundestagswahl 2017
Zur Bundestagswahl 2017 kandidierten die folgenden Direktkandidaten:
| Direktkandidat       | Partei           | Erststimmen in % | Zweitstimmen in % |
| -------------------- | ---------------- | ---------------- | ----------------- |
| Hans-Joachim Fuchtel | CDU              | 43,3             | 37,2              |
| Saskia Esken         | SPD              | 16,9             | 14,4              |
| Andreas Kubesch      | GRÜNE            | 8,8              | 9,9               |
| Lutz Hermann         | FDP              | 9,3              | 14,3              |
| Uwe Burkart          | AfD              | 14,1             | 15,0              |
| Lorena Müllner       | DIE LINKE        | 4,5              | 5,1               |
| Heiko Eisenbrückner  | PIRATEN          | 0,6              | 0,4               |
| Dirk Witzelmaier     | Tierschutzpartei | 1,3              | 0,9               |
| Wolfgang Maurer      | FREIE WÄHLER     | 1,0              | 0,7               |
| Roberto Kyas         | MLPD             | 0,1              | 0,1               |

### Bundestagswahl 2013
Bei der Bundestagswahl am 22. September 2013 standen folgende Kandidaten zur Wahl:
| Direktkandidat       | Partei       | Erststimmen in % | Zweitstimmen in % |
| -------------------- | ------------ | ---------------- | ----------------- |
| Hans-Joachim Fuchtel | CDU          | 58,5             | 51,1              |
| Saskia Esken         | SPD          | 20,2             | 17,6              |
| Reinhard Günther     | FDP          | 2,9              | 6,4               |
| Dietmar Lust         | GRÜNE        | 7,0              | 7,6               |
| Franz Groll          | DIE LINKE    | 4,3              | 4,2               |
| Adrian Friese        | PIRATEN      | 2,1              | 1,8               |
| Rudolf Schützinger   | NPD          | 1,5              | 1,2               |
| Lothar Seidemann     | REP          | 1,1              | 0,6               |
| Verena Föttinger     | ÖDP          | 0,8              | 0,4               |
| Wolfgang Maurer      | FREIE WÄHLER | 1,6              | 0,7               |

### Bundestagswahl 2009
| Direktkandidat          | Partei               | Erststimmen in % | Zweitstimmen in % | Bundestagswahl 2005 Zweitstimmen in % |
| ----------------------- | -------------------- | ---------------- | ----------------- | ------------------------------------- |
| Hans-Joachim Fuchtel    | CDU                  | 46,3             | 38,0              | 43,2                                  |
| Saskia Esken            | SPD                  | 20,2             | 17,4              | 26,6                                  |
| Charlotte Michel-Biegel | GRÜNE                | 9,6              | 10,3              | 8,0                                   |
| Reinhard Freitag        | FDP                  | 12,5             | 20,1              | 12,9                                  |
| Lothar Seidemann        | REP                  | 1,6              | 1,4               | 1,4                                   |
| Franz Groll             | DIE LINKE            | 6,5              | 6,8               | 3,3                                   |
| Walter Robbe            | PBC                  | 1,9              | 1,2               | 1,7                                   |
| Rudolf Schützinger      | NPD                  | 1,4              | 1,3               | 1,5                                   |
| —                       | PIRATEN              | —                | 1,7               | —                                     |
| —                       | BüSo                 | —                | 0,0               | 0,1                                   |
| —                       | ödp                  | —                | 0,3               | —                                     |
| —                       | MLPD                 | —                | 0,1               | 0,1                                   |
| —                       | Volksabstimmung      | —                | 0,2               | —                                     |
| —                       | Die Tierschutzpartei | —                | 0,7               | —                                     |
| —                       | Die VIOLETTEN        | —                | 0,2               | —                                     |

## Sonstiges
Bei der Bundestagswahl 1949 lag die Wahlbeteiligung im Wahlkreis Calw bei 49,4 %. Das ist die niedrigste Wahlbeteiligung, die je bei einer Bundestagswahl in einem Wahlkreis verzeichnet wurde.